# Ganj Muradabad
Ganj Muradabad – miasto w północnych Indiach w stanie Uttar Pradesh, na Nizinie Hindustańskiej.
Populacja miasta w 2001 roku wynosiła 9377 mieszkańców.